# Phyllopertha wassuensis
Phyllopertha wassuensis är en skalbaggsart som beskrevs av Frey 1971. Phyllopertha wassuensis ingår i släktet Phyllopertha och familjen Rutelidae. Inga underarter finns listade i Catalogue of Life.